# Карпатос
Карпатос (грчки грч. ) је једно од острва у групацији Додеканеза у источној Грчкој. Управно острво припада округу Карпатос у оквиру Периферији Јужни Егеј, где са околним острвцима и хридима чини посебну општину. Главно место на острву је истоимени градић Пигадија, истовремено и седиште округа.

## Природни услови
Карпатос је једно од најзападнијих острва Додеканеза и подједнако је удаљено од Крита и од Родоса. Најближе значајније острво је Касос на око 10 km ка југозападу. Острво је велико, планинско и каменито. Обала острва је средње разуђена. Острво је веома издужено у правцу север-југ (50 km), а релативно уско у правцу исток-запад (5-10 km). Карпатос има бројне мале плаже.
Клима Карпатоса је средоземна са дугим, сушним летима и благим и кишовитим зимама. Недостатак воде је значајно ограничење, будући да Карпатос није близу копна тако да постоји и недостатак подземних извора. Због тога је биљни и животињски свет су особени за ову климу, а од гајених култура доминирају маслина и винова лоза.

## Историја
Карпатос је насељен још током праисторије. Током старе Грчке Карпатос је био противник Атине и сарадник Спарте, да би га запосео суседни Родос око 400. п. н. е. После тога острвом је владао стари Рим, а затим и Византија, после тога Арабљани. 1204. г. после освајања Цариграда од стране Крсташа Карпатос потпада под власт Млечана, под којима остаје до 1540. г., када нови господар постаје Османско царство. Становништво Карпатоса је било укључено у Грчки устанак 20их година 19. века, али није било прикључено новооснованој Грчкој. 1912. г. острво запоседа Италија, која га губи после Другог светског рата. Последњих деценија ово је донекле умањено развојем туризма.

## Становништво
Главно становништво на Карпатосу су Грци. Карпатос спада у ретко насељена острва међу значајинијим острвима Додеканеза, али је развој туризма протеклих 20ак година допринео просперитету острва и смањењу пада броја становника. Последњих година све су бројнији грчки повратници из Америке, који улажу и поново се настањују у завичају.

## Привреда
Данас се привреда Карпатоса све више заснива на туризму и поморству, а све мање на традициналној пољопривреди (маслине, винова лоза, мање јужно воће).
Острво поседује и аеродром, који је довољне величине да прихвати већину туристичких авиона.

## Галерија
- Пигадија
- Плажа Апела
- Карпатос
- Левкос
- Мапа Карпатоса